# Vincent Bueno

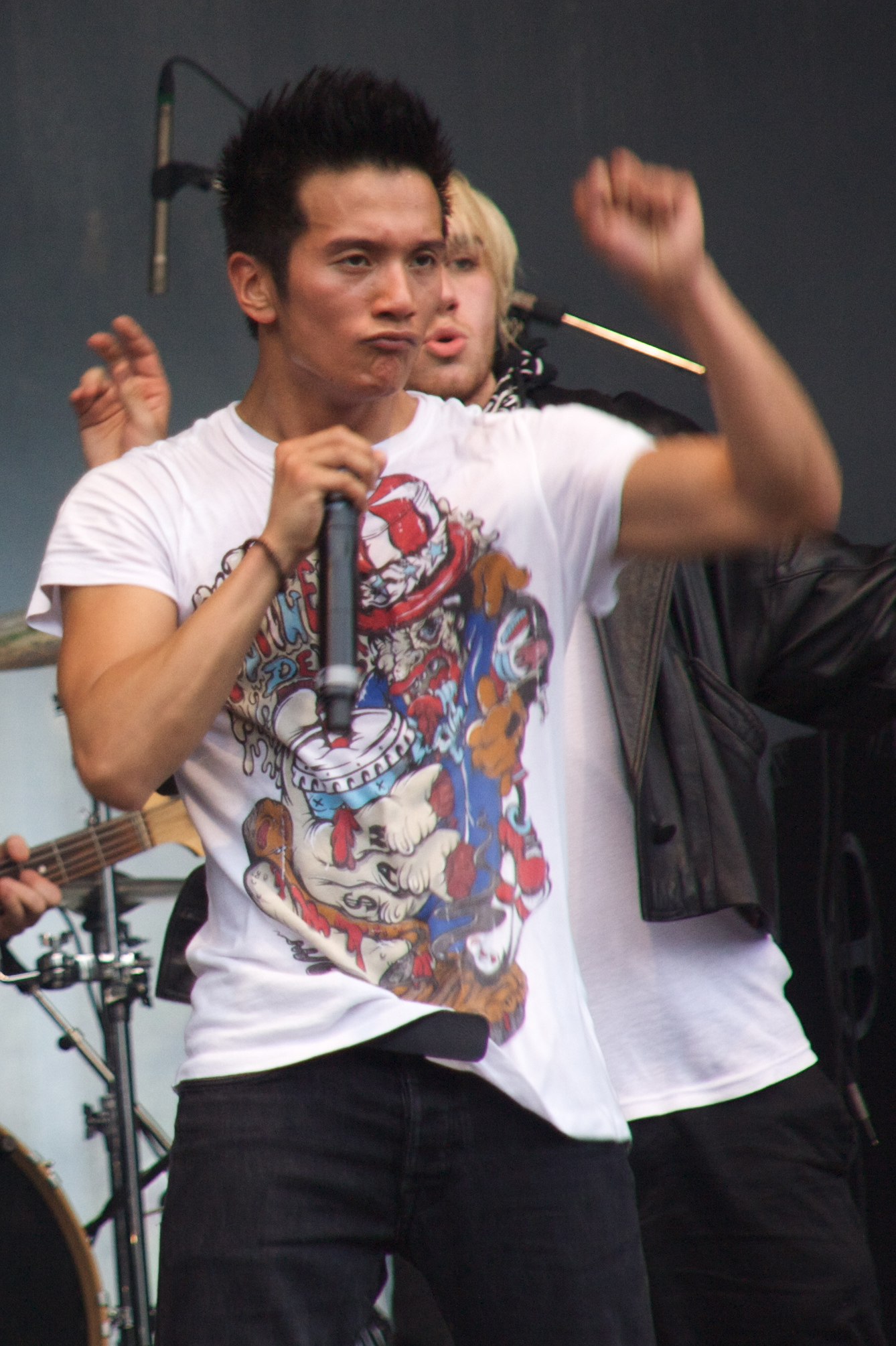
Vincent Bueno (2010)

Vincent Bueno (* 10. Dezember 1985 in Wien) ist ein österreichischer Sänger philippinischer Herkunft. Er vertrat Österreich beim Eurovision Song Contest 2021 in den Niederlanden, nachdem der Eurovision Song Contest 2020 aufgrund der COVID-19-Pandemie am 18. März 2020 abgesagt wurde.

## Leben
Bueno beschäftigte sich bereits als Kind mit Tanzen und Musik. Sein Vater war ein ehemaliger Sänger und Leadgitarrist einer lokalen Musikband während der 1970er Jahre. Bueno komponierte R&B-Musik und hatte auch spezielle Kurse in Schauspiel, Tanz und Gesang. Bueno besuchte die Musik und Kunst Privatuniversität der Stadt Wien und machte dort eine Musicalausbildung.
2008 wurde er zum Sieger der ORF-Sendung Musical! Die Show, eines musikalischen Wettbewerbs im österreichischen Fernsehen, gewählt und erreichte dadurch in Österreich einen hohen Bekanntheitsgrad. Seither tritt Bueno bei diversen Musik- und Theaterveranstaltungen auf. 2009 war er in der ORF-Sendung Dancing Stars zu sehen.
Am 12. Februar 2016 nahm er mit dem Lied All We Need is That Love an der österreichischen Vorentscheidung zum Eurovision Song Contest 2016 teil, welche er jedoch nicht gewinnen konnte. Mitte Dezember 2019 wurde bekanntgegeben, dass Bueno Österreich beim Eurovision Song Contest 2020 in Rotterdam vertreten soll. Der Song Alive wurde im März 2020 präsentiert. Der Wettbewerb musste aber am 18. März 2020 aufgrund der COVID-19-Pandemie abgesagt werden. Bueno nahm stattdessen beim Eurovision Song Contest 2021 mit dem Titel Amen teil. Beim Wettbewerb schied er jedoch im zweiten Halbfinale am 20. Mai 2021 aus.
Am 25. Juni 2021 veröffentlichte Bueno die EP Demos, welche zwei Songs enthält (Parachute und Dumb Human Bias). Beides sind Songs, die für die Teilnahme am Eurovision Song Contest 2021 geschrieben wurden, aber nicht ausgewählt wurden.
Bueno spricht neben Deutsch und Englisch fließend Tagalog.

## Diskografie

### Alben
- 2009: Step by Step
- 2016: Wieder Leben
- 2018: Invincible
- 2020: On the Run

### EPs
- 2011: The Austrian Idol – Vincent Bueno
- 2021: Demos.

### Singles
- 2008: Sex Appeal
- 2011: Party Hard
- 2016: Bida Best Sa Tag-Araw (mit Angeline Quinto)
- 2016: All We Need Is That Love
- 2017: Sie Ist So
- 2018: Rainbow After the Storm
- 2019: Get Out My Lane
- 2020: Alive
- 2020: Walking on Water
- 2020: Instant Dose
- 2021: Amen